# Classe Champlain
Pour les articles homonymes, voir Champlain.
Le BÂtiment de TRAnsport Léger (acronyme BATRAL) Classe Champlain était une classe de bâtiments de débarquement de taille moyenne, de conception française, et en service dans la Marine nationale de 1974 à 2017 (5 unités construites) et les marines du Chili (2 unités), de la Côte d'Ivoire (1 unité), du Gabon (1 unité) et du Maroc (3 unités).

## Caractéristiques

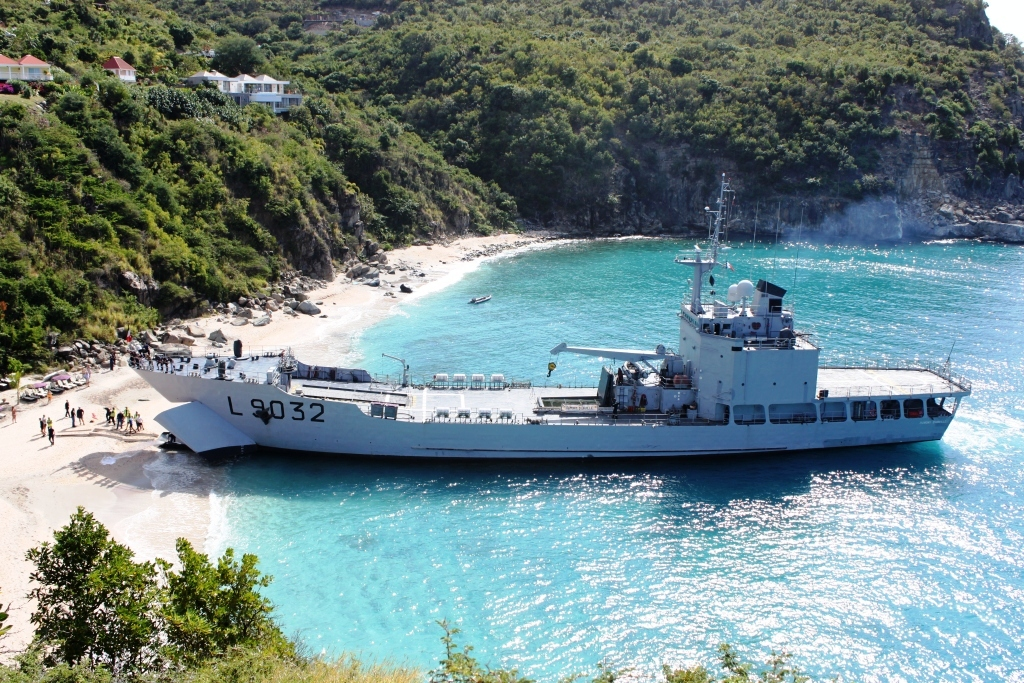
Le Dumont d'Urville sur une plage à Saint Barthélémy en 2012.

Dans la terminologie OTAN, il s'agit d'un batiment de débarquement (acronyme LST en anglais) ; l'indicatif visuel est un « L » suivi de 4 chiffres.
Le BATRAL est un bâtiment conçu pour le transport de troupes motorisées. Il avait été initialement dimensionné pour le déploiement d’une compagnie « Guépard » de l’armée de terre française, soit 130 hommes et 12 véhicules, y compris des blindés légers de 10 tonnes maximum.
Puissant et manœuvrant, il est à fond plat ce qui lui permet de s'échouer sur une plage (plageage) ou un slip (rampe en béton servant à la mise à l'eau de bateaux), il ouvre ensuite ses portes d'étrave et à l'aide d'une rampe de débarquement permet aux hommes et aux véhicules de débarquer (ou d'embarquer).
Il dispose d'un mât de charge (les deux premiers) ou d'une grue (les suivants) lui permettant d'embarquer rapidement depuis un quai du matériel lourd, ainsi que d'une plate-forme pour hélicoptère mais sans hangar. Le tonnage réel mesuré est sensiblement supérieur aux 770 tonnes lège annoncées, supérieur à 1200 tonnes (mesures sur dock flottant).
Pour les opérations de plageage, il dispose d'une ligne de mouillage à l'arrière (ancre de détroit) pour s'embosser, lui permettant ainsi de conserver sa position perpendiculaire à la plage, puis de se déséchouer après avoir déballasté.
Le transit par BATRAL, à charge maximum, avec un minimum de mer formée, ne doit pas excéder quelques jours pour ne pas handicaper sensiblement la capacité opérationnelle des unités transportées.
La Marine nationale les a remplacés par quatre bâtiments multi-missions - B2M, qui ont d'autres capacités (remorquage, support de plongée, police, lutte contre les incendies ou les pollutions, etc.), mais pas celle de plageage - excepté par l'intermédiaire d'un petit chaland embarquable.

## Liste des navires de cette classe

### Navires de la classe BATRAL de la Marine nationale française
| Nom              | Indicatif visuel | Mise sur cales   | Mise à l'eau     | Mise en service   | Désarmée        | Base navale    | Destination                                                                          |
| ---------------- | ---------------- | ---------------- | ---------------- | ----------------- | --------------- | -------------- | ------------------------------------------------------------------------------------ |
| Champlain        | L9030            | 1973             | 17 novembre 1973 | 5 octobre 1974    | 30 août 2004    | Fort-de-France | Coulé comme cible le 26 octobre 2004.                                                |
| Francis Garnier  | L9031            | 1973             | 17 novembre 1973 | 21 juin 1974      | 16 février 2011 | Fort-de-France | En attente à Brest (2011-2017) ; Démantelé à Gand (2017).                            |
| Dumont d'Urville | L9032            | 15 décembre 1980 | 27 novembre 1981 | 5 février 1983    | juillet 2017    | Fort-de-France | En attente à Brest (2017-2021) ; Cimetière des navires de Landévennec depuis 2021.   |
| Jacques Cartier  | L9033            | 9 octobre 1981   | 28 avril 1982    | 28 septembre 1983 | 9 juillet 2013  | Nouméa         | En attente à Brest (2013-2016) ; Démantelé à Gand (2016).                            |
| La Grandière     | L9034            | 27 août 1984     | 11 décembre 1985 | 20 janvier 1987   | 11 juillet 2016 | Le Port        | En attente à Brest (2016-2018) ; Brise-lames à Lanvéoc-Poulmic depuis novembre 2018. |

Dans la Marine nationale, ces bâtiments ont été déployés dans les DOM-TOM, où leur mission principale était le soutien amphibie aux troupes pré-positionnées et le transport logistique.
Le La Grandière était prévu initialement pour l'Indonésie. 
Les trois derniers BATRAL, Dumont d'Urville, Jacques Cartier et La Grandière ont été construits par les chantiers du Grand-Quévilly et sont différents des deux premiers car leurs portes d'étrave ont une ouverture supérieure améliorant les capacités de plageage, ils disposent d'un pont supplémentaire au niveau des logements supérieurs avec des aménagements  plus confortables, et d'une grue à la place d'un mât de charge.

### Marine du Chili
- Rancagua (R92)
- Chacabuco (R95)
- Maipo (R91),1981-1998 (Décomptabilisé et vendu)

### Marine de la Côte d'Ivoire
- L’Éléphant

### Marine du Gabon
- President el Hadj Omar Bongo (L05)

### Marine du Maroc
- Daoud Ben Aicha (402)
- Ahmed Es Skali (403)
- Abou Abdallah El Ayachi (404)